# Дублянщина (платформа)
Дубля́нщина — пасажирський зупинний пункт Полтавського напрямку. Розташований між платформою «Східний» та станцією «Вакуленці». Пункт розташований на північній околиці Полтави поблизу села Затурине Полтавського району Полтавської області. На пункті зупиняються лише приміські потяги. Пункт відноситься до Полтавської дирекції Південної залізниці.
Відстань до станції Полтава-Південна — 3,5 км.
Реконструйована у 2005 році. В ході реконструкції побудовано нову сучасну платформу з огорожею, благоустроєно прилеглу територію, відремонтовано павільйон очікування. У 2008 році лінію електрифіковано.